# Probatiomimus eximius
Probatiomimus eximius là một loài bọ cánh cứng trong họ Cerambycidae.